# Tamaricella otolepidis
Tamaricella otolepidis är en insektsart som först beskrevs av Mitjaev 1969.  Tamaricella otolepidis ingår i släktet Tamaricella och familjen dvärgstritar. Inga underarter finns listade i Catalogue of Life.